# Axel Johansen
Axel Johan Johansen (født 23. januar 1872 i Roskilde, dødt 12. maj 1938 i København) var en dansk maler.
Johansen hjalp under sin studietid August Jerndorff med restaureringen af Sonnes frise på Thorvaldsens Museum. Johansen udstillede ofte på Charlottenborg. Han malede mange billeder med motiver fra Dragør, hvor han havde fast sommerresidens, Christianshavn og Københavns kanaler, med fiskerbåde langs kajen med byens huse som kulisse.

## Galleri
- Axel Johansen, Parti fra København med Holmens Kirke, 1924
- Axel Johansen, Frederiksholms Kanal med udsigt til Vor Frue Kirke, 1930
- Axel Johansen, Parti fra Frederiksholms Kanal med Monsunen liggende ved kaj, 1930
- Axel Johansen, View from Frederiksholms Kanal, udateret